# Druhý efezský koncil

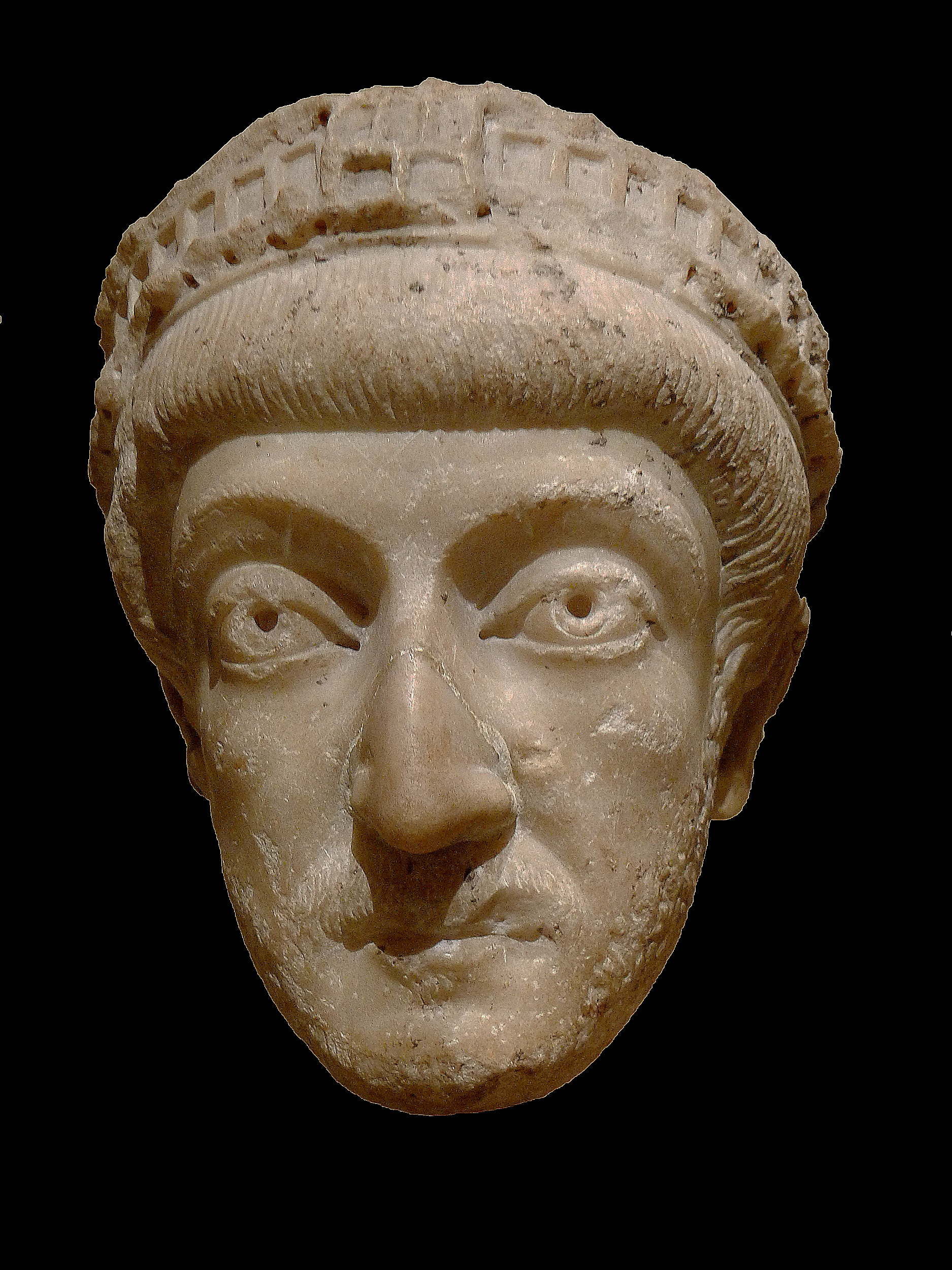
Busta císaře Theodosia II., 5. století, Louvre, Paříž

Druhý efezský koncil, katolíky a pravoslavnými obvykle označovaný jako lupičská synoda (latrocinium Ephesi, Ληστρικὴ τῆς Ἐφέσου; tento název razil papež Lev I.), byl christologický církevní koncil svolaný roku 449 východořímským císařem Theodosiem II. a konaný pod předsednictvím alexandrijského patriarchy Dioskora I. Podle uznání výsledků tohoto a následujícího chalcedonského koncilu se většina křesťanských církví dá rozdělit na většinové chalcedonské (které přijímají chalcedonský koncil a odmítají druhý efezský koncil) a menšinové předchalcedonské či tříkoncilní (které přijímají druhý efezský koncil i dva předcházející ekumenické sněmy, ale odmítají chalcedonský a všechny následující celocírkevní koncily).

## Kontext
Eutychés byl archimandrita kláštera poblíž Konstantinopole, přítel dvou alexandrijských patriarchů, Cyrila (412-444) a Dioskora (444-451) a chráněnec císaře Theodosia II. a jeho mocného ministra Chrysafia; byl také nepřítelem nestoriánské hereze a proti ní zastával názor, že v Kristu je pouze jedna přirozenost a jedna osoba. 8. listopadu 448 byl Eutychés odsouzen jako kacíř Eusebiem z Dorilea před místním sněmem v Konstantinopoli; Eutychés se zpočátku odmítal bránit, ale když si to 22. listopadu rozmyslel, verdikt již byl schválen a konstantinopolský patriarcha Flavianos ho sesadil, protože ho považoval za stoupence heretiků Valentína a Apollinarise.
Starý archimandrita se odvolal k papeži Lvu I., Dioskorovi Alexandrijskému a přímo k císaři Theodosiovi II., blízkému Eutychově pozici i díky vlivu, který na něj alexandrijský patriarcha měl. Císař nařídil přezkoumání Eutychova procesu. První rozsudek vynesl nový synod, který se sešel 13. dubna 449 v Konstantinopoli, kde 34 biskupů potvrdilo rozsudek z předchozího 22. listopadu; nové zasedání se konalo následujícího 27. dubna a Eutycha opět odsoudilo.
Ale na Dioskorovu žádost svolal císař Theodosius na 8. srpna 449 do Efesu všeobecný koncil, aby tuto otázku definitivně projednal.

## Průběh
Císař koncilu předložil otázku, zda konstantinopolský patriarcha Flavianos měl právo exkomunikovat na konstantinopolské synodě roku 448 archimandritu Eutycha za to, že odmítl uznat dvě přirozenosti Kristovy. Koncil potvrdil doktrínu hypostatické unie a zopakoval doktrínu, že Ježíš Kristus je plně jak člověkem, tak Bohem; dále rozhodl, že v Kristu existuje jedinečná přirozenost (miafysis), a to přirozenost božského člověka; nakonec zrušil Eutychovu exkomunikaci a sesadil Flaviana.
Předsednictvím byl pověřen Dioskoros, jenž měl posuzovat spor mezi Eutychem a Flavianem. Zahájení mělo být 1. srpna, ale poté bylo přesunuto na 8. srpna. Konalo se v Chrámě Bohorodičky (Theotokos) za účasti 130 biskupů. Koncil byl ve skutečnosti fraškou, jelikož Dioskoros, intrikánský a politicky ctižádostivý, si získal sympatie ministra Chrysafia i císaře Theodosia a aby vyvinul tlak na koncilní biskupy, přivezl si z Alexandrie své parabolány, fanatické tělesné strážce. Paraboláni se spojili s císařskými vojáky, a tak Dioskorovi pomohli donutit koncil, aby schválil monofyzitské vyznání víry, a zabránit papežským legátům (římskému jáhnu Hilariovi a biskupovi z Pozzuoli Juliovi) přečíst dopis papeže Lva I. adresovaný Flavianovi (tzv. Tomus ad Flavianum). Koncil tak skončil velmi rychle přijetím monofyzitské nauky a sesazením patriarchy Flaviana (jenž zemřel krátce poté v exilu na následky výprasku, který na koncilu dostal).

## Důsledky
Výsledky koncilu byly tvrdě zpochybněny řadou biskupů Západu i Východu, kteří si stěžovali jak na různá porušení koncilních obyčejů a kanonických pravidel, tak na hereze obsažené v usneseních koncilu. Druhý efeský koncil, který v Theodosiových záměrech měl být ekumenický, nebyl proto jako takový uznán a byl oficiálně odmítnut dalším ekumenickým koncilem v Chalcedonu v roce 451. Chalcedon vysvětlil, že v Kristu existují dvě přirozenosti, „božská přirozenost [fysis] a lidská přirozenost, spojené v jednu osobu [hypostasis], bez oddělení nebo smíšení“. Chalcedonský koncil tak podnítil takzvané monofyzitské schizma, které rozděluje křesťany na ty, kteří stále považují druhý efezský koncil za platný, a ty, kteří uznali rozhodnutí chalcedonského koncilu. V následujících staletích se mnoho byzantských císařů pokoušelo obě strany smířit, ale bez úspěchu. Některé pokusy o kompromis mezi chalcedonskými a předchalcedonskými pozicemi (viz také Henotikon a Tři kapitoly) měly navíc opačný účinek, to znamená, že daly vzniknout dalším schizmatům a učením později odsouzeným jako heretická, jako je monoenergismus a monotheletismus. Prosazování Tří kapitol také podnítilo schizma, které trvalo více než jedno století.
Církve, které nepřijímají chalcedonské dekrety ani následující ekumenické koncily, se nazývají různě: monofyzitské (tento termín sice platí pouze pro malou menšinu, nepřesně a někdy pejorativně se užívá i pro ostatní), miafyzitské nebo předchalcedonské; zahrnují starobylé východní církve, společenství osmi autokefálních církví, jejichž nejvýznamnějším představitelem je patriarcha (papež) Alexandrie, hlava koptské pravoslavné církve. Ti, kteří přijímali učení Chalcedonu v oblastech ovládaných starobylými východními církvemi, byli předchalcedonci nazýváni „melkité“ neboli „královští“, protože císaři byli obvykle chalcedonci.
Když se v Římě dozvěděli výsledky koncilu, tedy vítězství monofyzitských pozic, svolal papež římský synod. Na něm dne 20. září 449 prohlásil druhý efezský koncil za neplatný. V dopise zaslaném sestře císaře Theodosia II. Pulcherii jej nazval latrocinium, lupičství. Theodosius II. však trval na platnosti koncilu a potvrdil jeho závěry, které pak byly zahrnuty do Theodosiánského zákoníku. 13. října se Lev odvolal, ale Theodosius II. neměl vůbec zájem efezská rozhodnutí zrušit. Situace se změnila v roce 450, kdy Theodosius zemřel na následky jezdecké nehody. Jeho sestra Pulcheria se provdala za senátora pevné nicejské víry Marciana, jenž se ujal vlády. Manželé pak přijali žádost papeže Lva a svolali na rok 451 koncil do Chalcedonu, kde byla obnovena tradiční věrouka a protagonisté latrocinia tvrdě odsouzeni.